# آنیماتیسم
آنیماتیسم یا جاندارپنداری (انگلیسی: Animatism) باور به آنکه پدیده‌های طبیعی مانند جنگل و رودخانه و ابرها دارای روح یا جان هستند. در انسان‌شناس، باور به وجود روح و روان در هر چیز، جاندار یا بی جان. جاندارپنداری نظام بنیادی اعتقادی در بعضی مذاهب است. پرستش اشیای طبیعی نظیر سنگ و درخت، که صاحب روح تصور می‌شوند طبیعت‌گرایی دینی، یادگارپرستی، و پرستش نیاکان، ناشی از این باور است. در روان‌شناسی و فیزیولوژی، جاندارپنداری دیدگاهی دربارهٔ شخصیت انسان است که زندگی و رفتار انسان را به نیرویی جدا از ماده نسبت می‌دهد. در روان‌شناسی رشد، مرحلهٔ جاندارپنداری در تفکر و تکلم اولیهٔ کودک را، به خصوص، ژان پیاژه، روان‌شناسی سوئیسی، تشریح کرده‌است.
جاندارپنداری در فلسفه به این معنا است که همهٔ اشیا را صاحب هشیاری یا چیزی شبیه روان می‌داند. در نظریهٔ مذهبی، مفهوم واقعیت معنوی ورای واقعیت مادی است؛ مثلاً باور به این که روح سایهٔ جسم است و می‌تواند، هم در زندگی و نیز در مرگ مستقل عمل کند. گئورگ اشتال، شیمی‌دان آلمانی، اصطلاح «جاندارپنداری» را در اوایل قرن هجدهم برای نخستین بار در این آموزه به کار برد که همهٔ پدیده‌های خاص دنیای حیوانات با «روح» یا اصل حیاتی غیرمادی خلق می‌شوند. اما، ادوارد تیلور در کتاب فرهنگ ابتدایی (۱۸۷۱)، جاندارپنداری را انتساب روح جاندار به اشیای بی‌جان و پدیده‌های طبیعی تعریف کرد، و امروز این اصطلاح عموماً به همان مفهوم به کار می‌رود.
آنیماتیسم اعتقادی است مبنی بر اینکه خصوصیات معجزه‌آسایی در جهان طبیعی وجود دارد. این باور در مناطق اقیانوس آرام جنوبی، مانند ملانزی و پلی‌نزی، به شکل «مانائیسم» است که از مانا گرفته شده‌است.
بسیاری از فرهنگ‌های بومی به آنیماتیسم اعتقاد دارند. آنها معتقدند که پرستش اشیا بی جان آنها را از نیروهای شیطانی اطراف دور می‌کند. این گروه‌ها همچنین معتقدند که اشیای بی جانی که آنها می‌پرستند دارای قدرت عرفانی هستند که توسط خداوند برای کمک به آنها در زمین ارسال شده‌است.